# Nachtegaalstraat (Utrecht)
De Nachtegaalstraat is een winkelstraat van de Nederlandse stad Utrecht, die loopt vanaf de Nobelstraat tot aan de Burgemeester Reigerstraat. Hij loopt door de wijk Buiten Wittevrouwen.
De Nachtegaalstraat heeft 5 zijstraten, namelijk aan de noordzijde de Mulderstraat, Kerkstraat en Monseigneur van de Weteringstraat, en aan de zuidzijde de Schoolstraat en de Parkstraat.
De Nachtegaalstraat kent van oudsher al veel winkels en heeft ook meerdere monumentale panden, waaronder het gebouw van de levensverzekeringsmaatschappij De Nederlanden van 1845, hoek Wittevrouwensingel / Nachtegaalstraat. De straat is vernoemd naar herberg "De Nachtegaal" die zich bevond op de hoek Kerkstraat en de Nachtegaalstraat.
De latere heilsoldate Alida Bosshardt werd in 1913 geboren in de Nachtegaalstraat, op nummer 44, boven de kruidenierswinkel van haar ouders.

## Fotogalerij

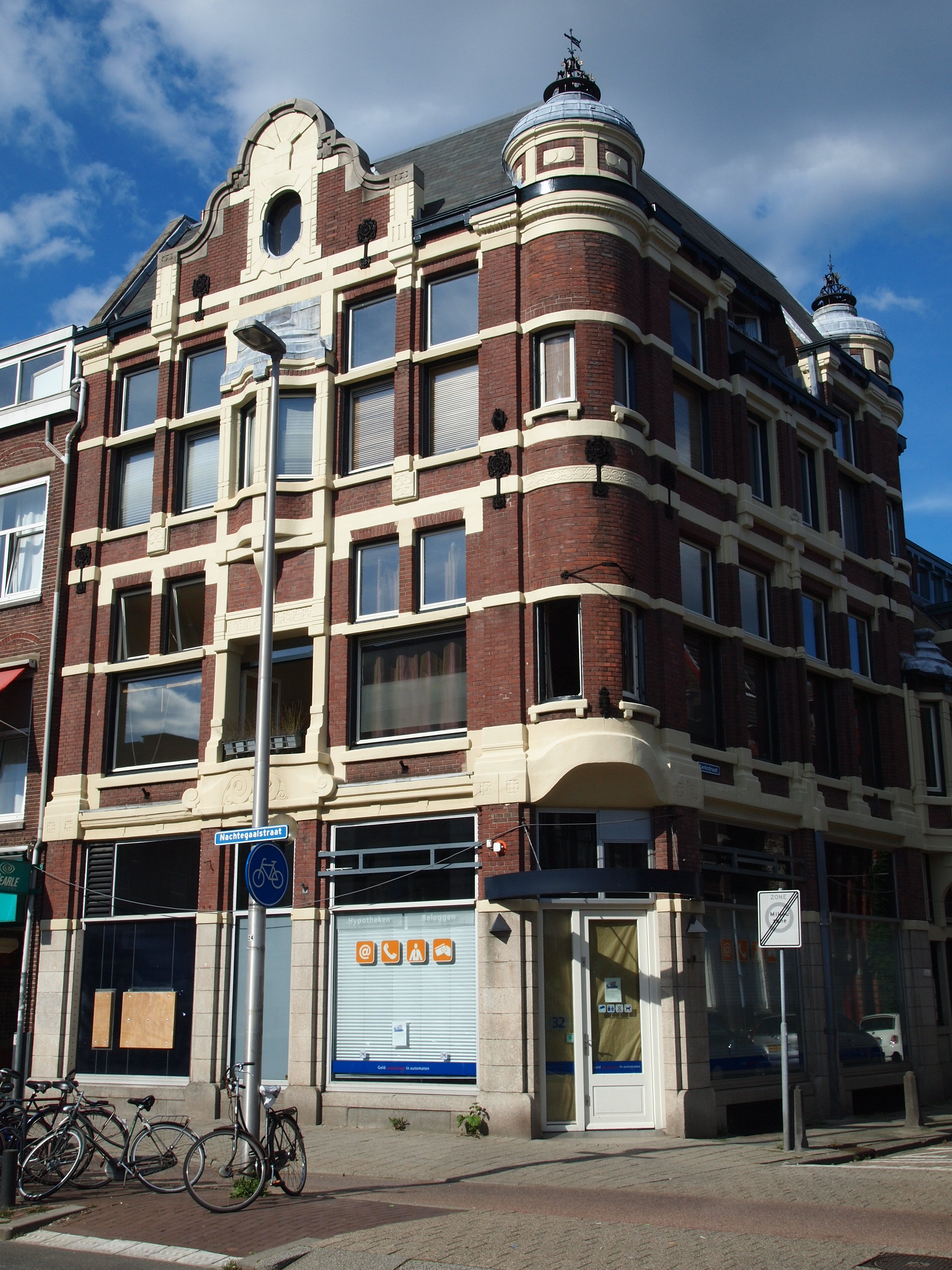
Nachtegaalstraat 32 gebouwd in 1909
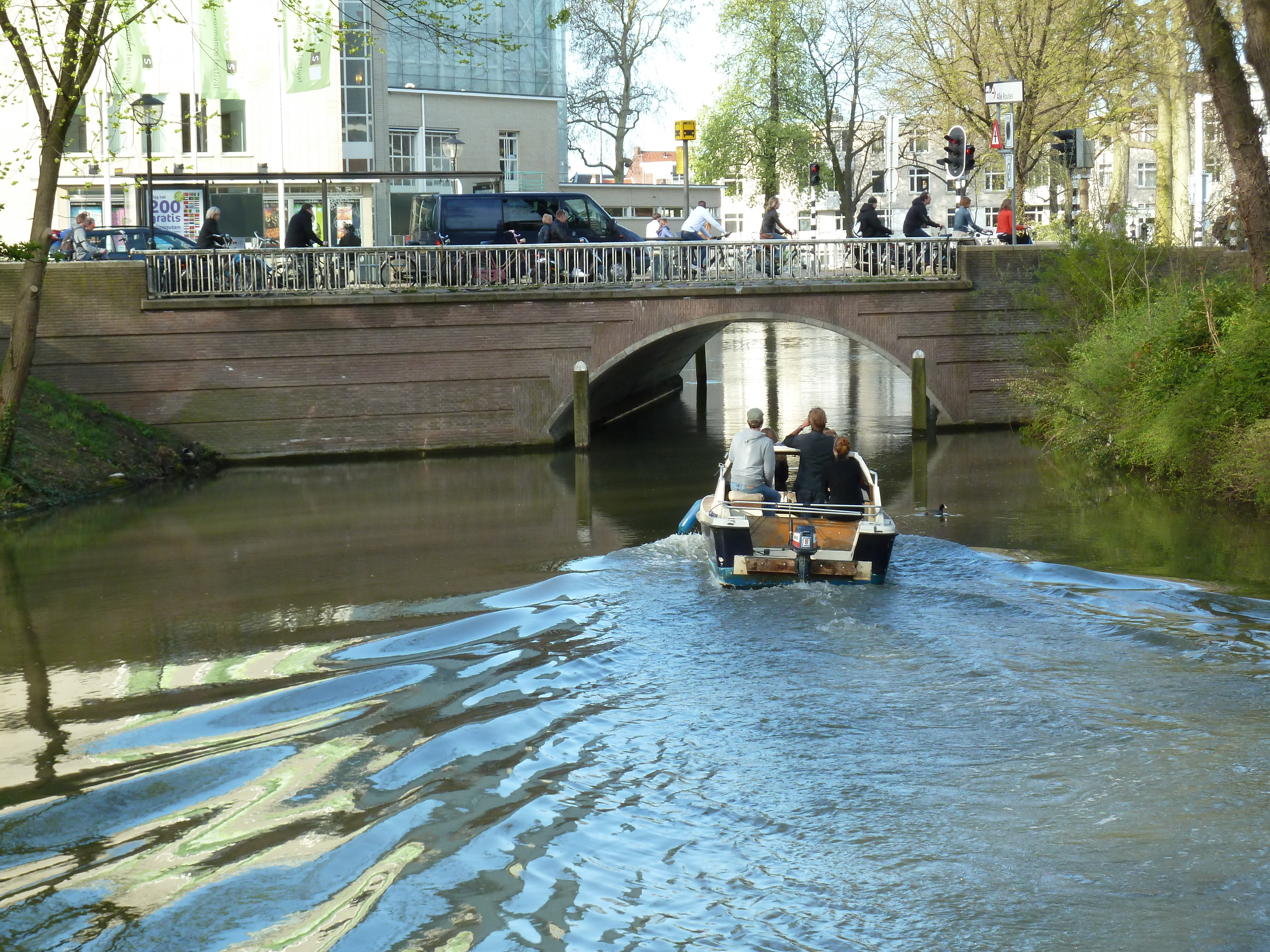
De Lucasbrug welke de Nobelstraat en de Nachtegaalstraat met elkaar verbindt
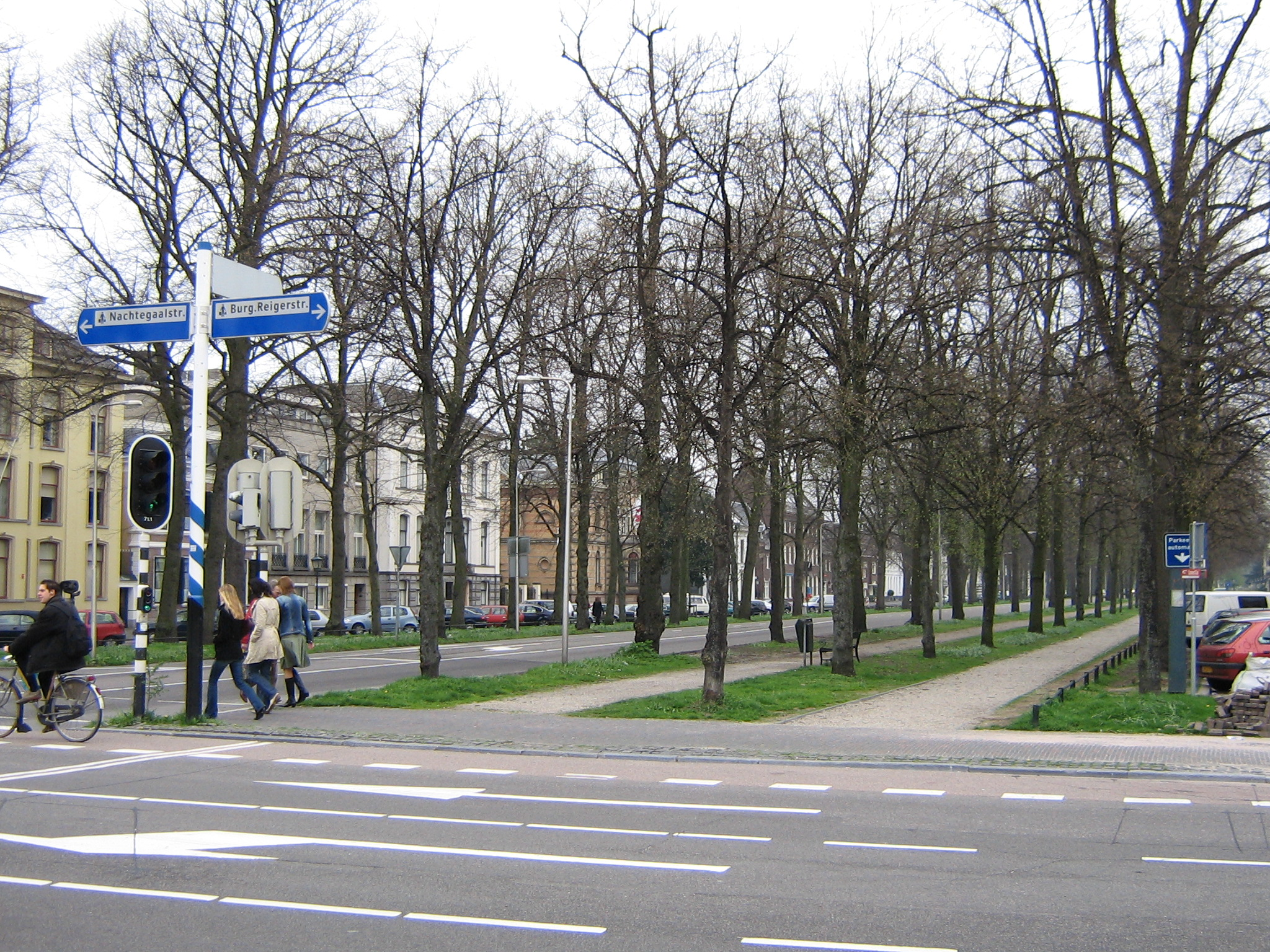
Kruising van Maliebaan, Burgemeester Reigerstraat en Nachtegaalstraat
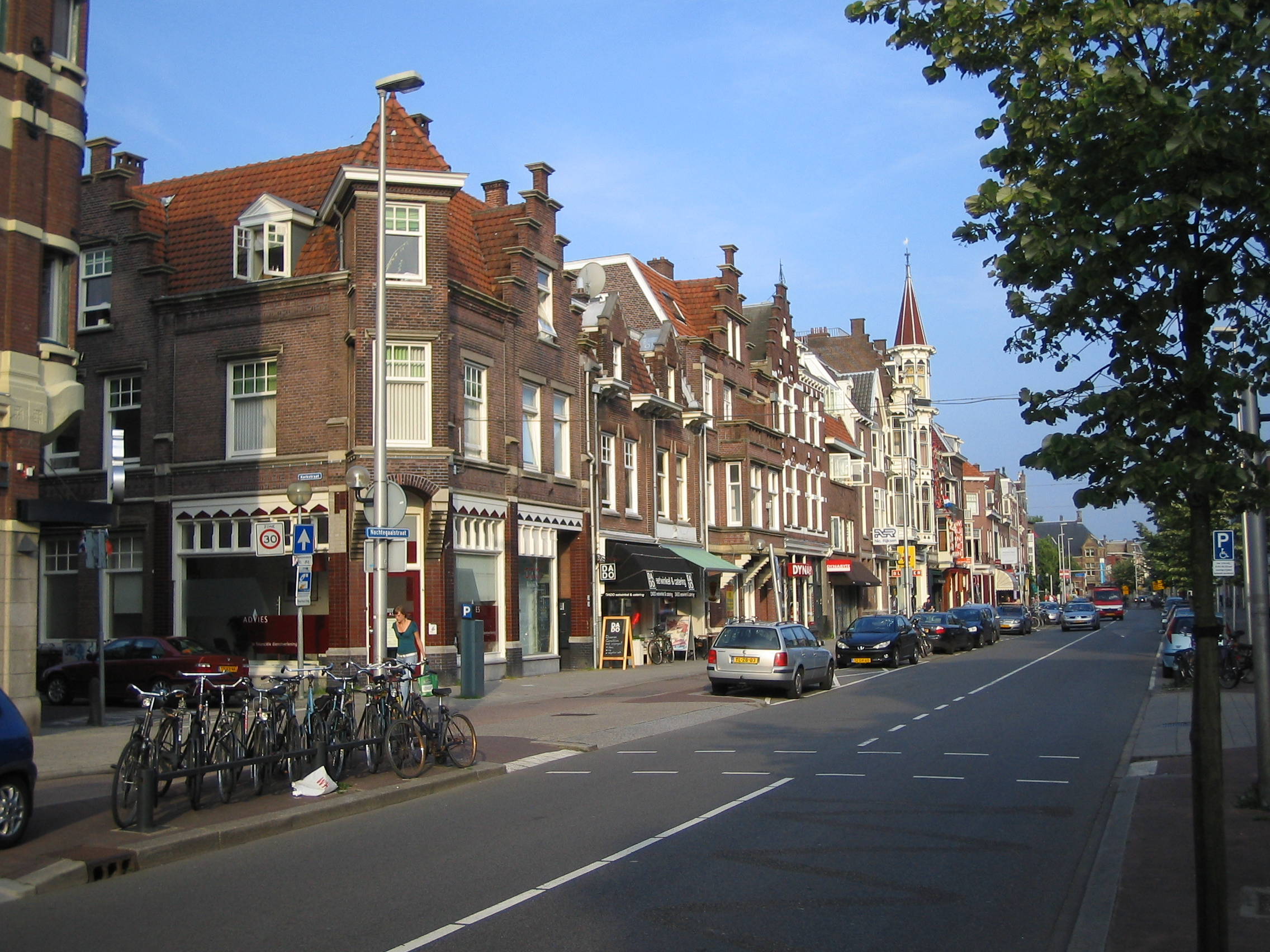
De Nachtegaalstraat is een drukke winkelstraat

Deken Roesstraat ·
Gasthuisstraat ·
Kruisstraat ·
Maliebaan ·
Monseigneur van de Weteringstraat ·
Nachtegaalstraat ·
Oorsprongpark